# Roman Kemp
Roman Kemp (Los Angeles, 28 januari 1993) is een Britse radiopresentator en televisiepersoonlijkheid. Van 2017 tot 2024 presenteerde hij het ontbijtprogramma bij het nationale radiostation Capital FM. Kemp presenteert The One Show op BBC One. In 2019 eindigde hij als derde in het negentiende seizoen van I'm A Celebrity...Get Me Out of Here!.

## Persoonlijk
Roman Kemp is de zoon van de acteur Martin Kemp en de zangeres Shirlie Holliman. Zijn peetvader was George Michael.